# Małopolski Klub Siatkówki Muszyna 2014-2015
Questa voce raccoglie le informazioni riguardanti il Małopolski Klub Siatkówki Muszyna nelle competizioni ufficiali della stagione 2014-2015.

## Organigramma societario
Area direttiva
- Presidente: Grzegorz Jeżowski

Area tecnica
- Allenatore: Bogdan Serwiński
- Allenatore in seconda: Ryszard Litwin

## Rosa
| N° | Nome                  | Ruolo | Data di nascita  | Nazionalità sportiva |
| -- | --------------------- | ----- | ---------------- | -------------------- |
| 1  | Katie Carter          | S/O   | 10 ottobre 1985  | Stati Uniti          |
| 2  | Ilona Gierak          | S     | 29 ottobre 1988  | Polonia              |
| 3  | Karolina Kosek        | S     | 28 giugno 1985   | Polonia              |
| 6  | Sylwia Wojcieska      | C     | 3 giugno 1985    | Polonia              |
| 7  | Gabriela Jasińska     | P     | 14 luglio 1992   | Polonia              |
| 9  | Karolina Ciaszkiewicz | S     | 7 settembre 1979 | Polonia              |
| 10 | Danica Radenković     | P     | 9 ottobre 1992   | Serbia               |
| 12 | Justyna Sosnowska     | C     | 14 giugno 1992   | Polonia              |
| 13 | Paulina Maj           | L     | 22 marzo 1987    | Polonia              |
| 14 | Natalia Kurnikowska   | S     | 13 gennaio 1992  | Polonia              |
| 17 | Ivana Plchotová       | C     | 22 ottobre 1982  | Rep. Ceca            |
| 18 | Kinga Hatala          | S     | 17 luglio 1989   | Polonia              |